# ファニ
ファニ（1982年1月17日 - ）は、韓国の歌手、俳優で、R&Bデュオ フライ・トゥ・ザ・スカイ （Fly to the Sky）のメンバー。本名、ファン・ユンソク（황윤석）。

## 来歴
1999年、R&Bデュオ フライ・トゥ・ザ・スカイ のメンバーとしてデビューし、パートナーのブライアンと多彩なメロディーを歌い上げ韓国のトップR&B歌手の地位を固めた。
6集（2006年）以降は、デュオ活動と平行してソロでの活動の幅を広げ、俳優、タレント、歌手として活躍。ドラマ「オーバーザレインボー」で人気歌手REX役の出演が日本での人気を大きく後押しした。韓国でもリアルバラエティー番組「私たち結婚しました」に歌手ファヨビと共演し、心は温かいがつい意地悪をしてしまうという「ナップンナムジャ（悪い男）」ぶりでタレントとしてもブレイク。
デビュー10年を記念する2009年、8集の発売と同時に今後はソロ活動に専念すると宣言。しかし二人は「解散ではない」と強調。ファニはHエンターコムへ移籍し、専属社と歌手の関係ではなく会社運営にも直接参加するパートナーとしての関係を結んだ。
初のソロミニアルバム『H SOUL』を2009年10月にリリースし、タイトル曲「심장을 놓쳐서(心臓を逃して)」でカムバック。"シークレット"のソン・ジウンとのデュエット「어젠」（昨日は）、後続曲「Bring it Back」途中で喉を痛め活動終了。その後、喉の状態も回復し、翌2010年8月にセカンドミニアルバム『H hour』を発表。鍛え上げた身体とB-boyらとの本格的なダンスも加味され、華麗な活動を展開。
そして、満を持して、2011年7月に自身初となるソロ正規1集『Hwanhee』をリリース。ミニアルバムのダンスフルなナンバーから一転して、じっくり聴かせるバラード中心に仕上げ、タイトル曲「죽을 것만 같아」(死にそうだ)、後続曲「모르게」(知らずに) の2曲で活動。同時に映画初出演作品となる「スター」の撮影、後輩アイドル「マイネーム」の養成と、精力的に取り込む。
そして、来る10月27日、入隊予定。本人は「現役入隊」にこだわり再検査も受けたが、左肩の脱臼癖のため「公益勤務要員」として国防の任に就く。

## プロフィール
- ファニ（환희、歓喜、Hwanhee、※読みは「ファン・ヒ」の二つ目の「H」が連音化して「ファニ」となる）
- 本名 - ファン・ユンソク（황윤석）
- 生年月日 - 1982年1月17日
- 出身 - 韓国・ソウル
- 家族 - 両親、兄1人。タレントのイ・ジャンウ（朝鮮語版）は母方の従弟[2]。
- 血液型 - B型
- 趣味 - 音楽鑑賞・コンピューターゲーム・バスケットボール
- 特技 - ダンス
- 好きな食べ物 - キムチチゲ
- ソロ活動 - ドラマ「オーバーザレインボー」「愛してる」「暴風の恋人」、バラエティー「私たち結婚しました」出演
- 学歴 - 国民大学校演劇映画、慶煕大学校ポストモダン学科

## ディスコグラフィー
- ソロ活動
  - 1stミニアルバム『H SOUL』(2009.10.22) / タイトル曲:심장을 놓쳐서(心臓を逃して)
  - 2ndミニアルバム『H hour』(2010.08.05) / タイトル曲:…하다가(…してから)
  - 1st正規アルバム『Hwanhee』(2011.07.29) / タイトル曲:…죽을 것만 같아(死にそうだ)

- いままでのソロ活動
  - サウンドトラック参加
    - 『ファッション'70』/ 参加曲：가슴이 아파도(胸が痛くても)
    - 『オーバーザレインボー』/ 参加曲：Tommorow,그리운 건 어쩔수 없어（恋しさはどうしようもなくて）I Want U, I Need U
    - 『ベートーベンウィルス』/ 参加曲：내 사람（僕の人）
    - 『ロードナンバーワン』/ 参加曲：바람이 되어서라도（風になっても）

- Feat.参加ほか
  - MayBee『1集』
  - Duncan James「Sooner or Later」
  - The Best of Christian Music
  - All Star Christmas「White Christmas」
  - Eru「マネキン」
  - Show How「Show U How」

## エピソード
- ファニは、高校の文化祭で踊っている姿を関係者にスカウトされ、その後、アメリカ出身のブライアンとデュオを組みデビュー。
- 高校の同窓生に歌手のフィソンとパク・ヒョシンがいる。フィソンによると高校時代のファニは今のタフなイメージとは全く違い、静かで大人しい善良な学生だったとのこと。3人は同窓の縁で、フライ・トゥ・ザ・スカイがMCを務めていたラジオ番組「テンテンクラブ」のテーマソングを一緒に歌った。
- 2007年夏に「整形疑惑」が持ち上がったファニは、SBSのテレビ番組「夜心蔓蔓」で「皆さんが思っている通りだ」「容姿に対するコンプレックスがあったし、芸能人としてファンの皆さんにもっと格好いい姿をお見せたくて整形した」と率直に告白し、「今の自分に満足しているし、芸能人としての努力と受け止めて欲しい」と理解を求めた。
- 結婚騒動が2007年10月、各マスコミで報じられた。これはファニの名義で勝手に結婚式場に予約が入られたもので、ホテル側がファニの所属事務所へ確認を入れたことで事件が発覚した。調査の結果、あるファンがいたずらで予約したものと判明。ファニ本人は恋愛をしたくても時間がないくらいなのに結婚騒動まで浮上し、笑いと共に戸惑った反応をみせたという。
- デビュー初期、最大のストレスは事務所の先輩、カンタ、シン・ヘソンと声がそっくりだと言われたこと。同じ事務所で同じプロデューサーや作曲家の曲を歌う機会が多い歌手は、その指向に合わせていると似ている歌い方になる場合がよくあるそう。ファニは先輩とよく声が似ていると言われるのが嫌で、更に一生懸命に練習したよう。
- 2008年11月30日、出演するテレビ番組（MBC「僕たち結婚しました」）で視聴者からメッセージを募ったところ電話が集中し、撮影現場近くの青瓦台（大統領官邸）の回線に支障を及ぼす事態に発展した。人気の証明ではあるが、一方で大統領官邸のお粗末な回線事情が露呈する結果にもなった。
- 子どもの頃は、背も顔も小さくいじめられっ子だった。そのため中学では腕立て伏せなど運動に励み、高校時代には身長も伸び「農夫＝力ばかりが強く…」というニックネームがつくほどまで成長して一件落着？(笑) / 2009年5月に東京で開かれたイベントでファニ自身が明らかにした。
- フライ・トゥ・ザ・スカイを振り返って良い想い出は3つ。
  1. 「Sea of Love」の大ヒットで初めて1位をとったこと。
  2. ケンカした後、ブライアンが泣きながら先に謝ってきたこと。
  3. 所属事務所移籍の時に散々批判されたが、移籍後初アルバムを大ヒットさせ自分たちの決断が正しかったことを証明できたこと。
- 2011年9月に、急きょ東京で開かれたファンイベントで涙を流す。初の映画出演の緊張の糸が切れたのか入隊前の微妙な気持ちからか理由は定かではないが、その後、ツイッターで日本のファンへの感謝の言葉と日本での思い出が忘れられないとつぶやいた。